# Lydia Taft
Lydia Chapin (Taft) (2 de febrero de 1712-9 de noviembre de 1778) fue, según se informa, la primera mujer de la que se sabe que votó legalmente en la América colonial. Esto ocurrió en una reunión del pueblo en la ciudad de Uxbridge en la colonia de Massachusetts, llamada así por la ciudad inglesa de Uxbridge, que ahora forma parte del oeste de Londres.

## Primeros años
Lydia Chapin nació en Mendon, Condado de Worcester, Massachusetts el 2 de febrero de 1712 Era la hija de Seth Chapin y Bethia Thurston. Seth Chapin era un miembro respetado de la comunidad y un capitán de la milicia. La joven Lydia Chapin creció en Mendon, en una gran familia con nueve hermanos. La madre de Lydia tuvo 14 hijos. Su padre Seth poseía muchas propiedades en lo que hoy es  Milford, el sur Hopedale y Posts Lane en Mendon.
La familia vivía en 45 hectáreas (180.000 m²) cerca del puente Post's Lane y el río Mill.
En 1727, la parte occidental de Mendon se convirtió en la recién incorporada ciudad de Uxbridge, Massachusetts. Mendon y Uxbridge eran, en ese momento, comunidades rurales en el centro de Massachusetts. La referencia citada también menciona que se casó con un tal Taft. En 1731, estas comunidades pasaron a formar parte del nuevo condado de  Milford.
Por su antepasado mutuo, el capitán Seth Chapin, ella era una tatara-tía abuela del 2.  Presidente de los Estados Unidos William Howard Taft, también su primo hermano, cuatro veces alejado, por matrimonio con Josiah Taft.
Por su antepasado mutuo, Samuel Chapin, ella era prima segunda, siete veces alejada, de célebres compositores y músicos Harry Chapin y Mary Chapin Carpenter.

## Matrimonio con Josiah Taft
Lydia Chapin estaba casada con Josiah Taft, el 28 de diciembre de 1731 en la Iglesia Congregacional de Mendon. Josiah Taft nació el 2 de abril de 1709. El padre de Josiah, Daniel, había sido un escudero local y juez de paz. Lydia y Josiah se establecieron en Uxbridge.  Josiah y Lydia tuvieron ocho hijos entre 1732 y 1753. Sus hijos lo fueron:
- Josías, nacido el 10 de mayo de 1733,
- Ebenezer, del 20 de agosto de 1735,
- Caleb, 15 de enero de 1739,
- Asahel, 23 de abril de 1740,
- Joel, 15 de agosto de 1742, antes del 19 de febrero de 1747,
- Joel, 19 de febrero de 1748,
- Bazaleel, 3 de noviembre de 1750,
- Chloe, 7 de junio de 1753.

Josiah, se convirtió en un ciudadano prominente a principios de Uxbridge como un rico agricultor, funcionario local y legislador de Massachusetts. Sirvió varios periodos como miembro de la Junta de Seleccionadores, como secretario del pueblo, como moderador del pueblo,

## Lugar en la historia temprana de América
Josiah Taft fue originalmente conocido como Alférez Josiah Taft en la Milicia de Uxbridge, y más tarde como Teniente, y luego como Capitán Josiah Taft en la guerra entre Francia e India. Presidió los procedimientos de la reunión abierta de la ciudad al estilo de Nueva Inglaterra. Se informa más tarde que Josiah Taft se convirtió en el mayor contribuyente de la ciudad de Uxbridge en 1756. En el otoño de 1756, el hijo de 18 años de Josiah y Lydia, Caleb, se enfermó mientras estudiaba en Harvard, y murió el 19 de septiembre. Josiah fue a Boston y Cambridge para enterrar a Caleb. El propio Josiah se enfermó después de regresar a casa, y murió el 30 de septiembre, a la edad de 47 años. Se informó que dejó un buen patrimonio con bonos y un testamento. Esto fue inmediatamente antes de una importante votación sobre el apoyo de la ciudad al esfuerzo bélico en la Guerra Francesa e India. La prematura muerte de Josiah abrió la puerta para que Lydia entrara en la historia de América del sufragio femenino.

## Sufragio femenino
Dada la importancia del voto, la condición de terrateniente y contribuyente de la finca de Josiah, y el hecho de que el joven Bazaleel, hermano menor de Caleb, era solo un menor, la gente del pueblo votó para permitir a Lydia, "la viuda Josiah Taft", votar en esta importante reunión. Lydia recibió entonces el poder de Josiah para votar en esta importante reunión del pueblo. Lydia Chapin Taft se convirtió entonces en la primera mujer votante legal registrada en América. Lydia Chapin Taft, ahora conocida simplemente como Lydia Taft, votó en una reunión oficial de la ciudad de Nueva Inglaterra, en Uxbridge, Massachusetts, el 30 de octubre de 1756. Esto está registrado en las actas de la Reunión del Pueblo de Uxbridge. Lydia Taft de Uxbridge se convirtió en la primera mujer en votar en la nación El juez Henry Chapin registra en su discurso de 1864 a la Iglesia Unitaria, que, "Uxbridge puede llegar a ser famoso como pionero en la causa del sufragio femenino".Esto se escribió 56 años antes de que el sufragio femenino se legalizara en toda América. El voto histórico de Lydia Taft precedería a la enmienda constitucional por el sufragio femenino, que fue en 1920, por 164 años. En 2007, Uxbridge podría seguir siendo famoso en la historia del sufragio femenino. Según el juez Chapin, la votación para permitir que Lydia votara en 1756, seguía la tradición de No taxation without representation.
Los primeros registros de la ciudad demuestran al menos otras dos ocasiones en las que Lydia votó en las reuniones oficiales de la ciudad de Uxbridge, tanto en 1758 como en 1765.  Esto ocurrió mientras Massachusetts, era una colonia de Gran Bretaña.  El voto histórico de Lydia Chapin Taft y su papel en la historia del sufragio femenino es reconocido por la legislatura de Massachusetts desde 2004, que nombró la Ruta 146A de Massachusetts desde Uxbridge hasta la frontera de Rhode Island en su honor Margaret Brent, de la Colonia Maryland, intentó hacer valer sus derechos de propiedad y votar en 1647 en su nombre y en el de Lord Calvert. Se informa que esto fue negado por el Gobernador. Ella es la única otra reclamante conocida del título. El registro muestra que Lydia Chapin Taft fue la primera mujer votante legal de América. Taft murió en Uxbridge en 1778, poco después de la independencia de los Estados Unidos. El escrutinio posterior mostró alguna disputa de los registros históricos locales. La referencia clave a la afirmación de Lydia sobre el voto es del histórico discurso de 1864 publicado más tarde por Burr.

## Nota del voto histórico
La nota completa de la historia local es la siguiente: "Las actas de la reunión del pueblo del 25 de octubre dicen simplemente que a causa de la muerte de Josiah se elegirá un nuevo moderador. Con la muerte de Josiah, Lydia queda a cargo de Asahael de 16 años, Bezaleel de 6 años y Cloa de 3 años. Como parece ser su destino, su vida y la de su pueblo están de nuevo entrelazadas. La guerra entre Francia y la India se está librando y los pueblos deben votar sobre si aumentar la cantidad que contribuirán al costo de la guerra. Los únicos individuos a los que se les permite votar son los propietarios libres (hombres libres con propiedades), y la finca de Josiah está valorada como una de las más grandes de la ciudad. Por respeto a su gran contribución a la ciudad, los padres de la ciudad permitieron que Lidia votara como apoderada de Josías. Ella emitió un voto para aumentar la contribución de la ciudad, dándose así la distinción de ser la primera mujer en votar en este país. Se la menciona en los registros de la ciudad unas cuantas veces más, una vez en 1758 para reducir sus tarifas de autopistas y otra en 1765 para cambiar su distrito escolar".
Su voto fue a favor de la apropiación de fondos para los regimientos involucrados en la guerra entre Francia e India.
Lydia murió en Uxbridge el 9 de noviembre de 1778, a la edad de 66 años.